# سیدر هیل (تنسی)
سیدر هیل(به انگلیسی: Cedar Hill) شهری در ایالت تنسی کشور ایالات متحده آمریکا است که جمعیت آن در سرشماری سال ۲۰۱۰ میلادی، ۳۱۴ نفر بوده‌است.